# Lipótmező
A Lipótmező egy városrész Budapest II. kerületében.

## Fekvése
A Kecske-hegy, a Kis-Hárs-hegy és a Ferenc-halom aljában található terület. Az Ördög-árok mély völgyében, Kurucles, Nyék és Hűvösvölgy városrészek között helyezkedik el.

## Története
Nevét nem uralkodóról, hanem első tulajdonosáról, Göbl Lipót budai molnárról kapta, aki ezt a területet Buda városától az 1820-as években megvásárolta. A majorságban Göbl vendéglőt létesített, ez is hozzájárult, hogy a környék népszerű kirándulóhellyé vált. Az épület a Páfrány út 17/b alatt ma elhagyatottan áll, utoljára üzemi konyhaként használták.
A kis-hárs-hegyi lejtőn I. Ferenc József rendeletére, Zettl Lajos tervei alapján 1868-ban épült fel a Magyar Királyi Országos Tébolyda, melynek nevét 1898-ban Országos Elme- és Ideggyógyintézetre változtatták. Ezután a Lipótmező generációkon keresztül mintegy az elmegyógyintézet szinonimájává vált (szólásokban is gyakran előfordult, mint például a Lipótmezőre juttatsz engem = megbolondulok tőled). Végül Országos Pszichiátriai és Neurológiai Intézet (OPNI) néven működött egészen a 2007-es bezárásáig, azóta az épület üresen áll.